# 聖眶鋸雀鯛
聖眶鋸雀鯛（學名：Stegastes sanctaehelenae），又稱聖高身雀鯛，為輻鰭魚綱雀鯛科眶鋸雀鯛屬下的一個種，分布於中大西洋東部聖赫勒拿島海域，深度1至15公尺，體長可達9公分，棲息在岩石及碎石區域，屬雜食性，以藻類和小型無脊椎動物為食，具有領域性，繁殖期時成對出現，雄魚會守護卵直到孵化，生活習性不明。